# Салка (Нове Замки)
Салка (слч. Salka, мађ. Ipolyszalka) насељено је мјесто са административним статусом сеоске општине (слч. obec) у округу Нове Замки, у Њитранском крају, Словачка Република.

## Становништво
| Година:    | 1994. | 2004.   | 2014.   | 2024.   |
| ---------- | ----- | ------- | ------- | ------- |
| Број људи: | 1107  | 1059    | 1017    | 983     |
| Разлика:   |       | -4,33 % | -3,96 % | -3,34 % |

| Година:    | 2023. | 2024.   |
| ---------- | ----- | ------- |
| Број људи: | 979   | 983     |
| Разлика:   |       | +0,40 % |

Према подацима о броју становника из 2011. године насеље је имало 1.047 становника.